# Philippe Kervyn de Volkaersbeke
Pour les articles homonymes, voir Kervyn.
Le baron Philippe Augustin Chrétien Kervyn de Volkaersbeke, né le 19 avril 1815 et mort le 15 juillet 1881, est un historien et homme politique belge.

## Mandats et fonctions
- Bourgmestre de Nazareth : 1861-1881
- Membre de la Chambre des représentants de Belgique par l'arrondissement de Gand : 1861-1864, 1870-1878

## Sources
- Le Parlement belge, p. 373.
- Nationaal Biografisch Woordenboek, II.
- Encyclopedie van de Vlaamse Beweging, I, p. 784.
- G. Lebrocquy, Types et profils parlementaires, Paris-Brussel, 1873, p. 507-508.